# Centre Agrícola
El Centre Agrícola és un edifici del municipi de Vilafranca del Penedès (Alt Penedès) protegida com a bé cultural d'interès local. El Centre Agrícola era la societat dels propietaris rurals. Les seves converses agrícoles van ser iniciades el 1900. També hi havia manifestacions artístiques i balls de societat. Durant la Guerra Civil va ser seu del Comité Revolucionari. Posteriorment es va construir un local de cinema en el seu interior.
L'edifici està situat a l'eixample del segle xix. La façana principal dona a la Rambla de Nostra Senyora. És una construcció entre mitgeres i fa cantonada a un passatge cobert per on s'hi accedeix. Consta de planta baixa i un pis, amb coberta de teula àrab a dos vessants que donen a les façanes laterals. Presenta un llenguatge eclèctic amb reminiscències de les construccions agrícoles de fusta i aplacats de ceràmica.